# La Veuve Couderc
La veuve Couderc és una pel·lícula dramàtica francesa de 1971 basada en la novel·la homònima de 1942 de Georges Simenon.

## Trama
L'any 1934, en un petit poble d'un canal de Borgonya, un jove estrany i lacònic anomenat Jean camina per la carretera quan una dona gran de negre baixa d'un autobús amb una càrrega pesada. Ell l'ajuda a portar-lo a la seva granja, on li ofereix feina i una habitació. Ell accepta, i aviat ella és al seu llit.
És la vídua Couderc, que dirigeix la granja sola amb el seu sogre malalt. A l'altra banda del canal viuen la seva cunyada i el seu marit ineficaç, que intenten desallotjar la vídua i guanyar-se la propietat. Tenen una filla de 16 anys, Félicie, que ja ha aconseguit tenir un nadó, de pare desconegut.
En Jean li agrada ajudar a la granja, però revelarà poc del seu passat. El seu pare era ric, diu, i volia ser metge però va matar un home i va acabar a la presó de la qual s'ha escapat. La vídua accepta la seva història, però la seva confiança és tensa quan ell no pot resistir-se a dormir també amb la seductora Félicie.
La situació se li escapa de les mans quan la seva cunyada denuncia Jean a la policia, que envolta la granja de matinada. Quan Jean els dispara, tant ell com la vídua són assassinats a la fugida posterior.

## Repartiment
- Simone Signoret - Tati Couderc
- Alain Delon - Jean Lavigne
- Ottavia Piccolo - Felicie
- Jean Tissier - Henri Couderc
- Monique Chaumette - Francoise
- Boby Lapointe - Desig
- Pierre Collet - comissari Mallet
- François Valorbe - coronel Luc de Mortemont
- Jean-Pierre Castaldi

## Recepció
La pel·lícula es va estrenar en el primer lloc a la taquilla de París i la primera setmana va recaptar 163.000 dòlars bruts.